# 旺角清場及驅散行動
旺角清場及驅散行動，是指2014年香港「雨傘運動」期間，法庭執達主任於2014年11月25日至26日在旺角佔領區的清場行動，以及香港警務處機動部隊及防暴警察在11月25日至27日對清場行動的介入，和武力驅散示威者。是次行動是警務處在「雨傘運動」期間第2次出動防暴警察，及首次向示威者噴灑「催淚水劑」。清場過後，佔領人士改用「流動佔領」旺角的方式，以「鳩嗚」（購物）等合法活動為名，繼續於旺角、油麻地一帶徘徊，甚至重返運動初期便告失守的尖沙咀。

## 背景
由於雨傘革命佔領持續近2個月仍未結束，的士業及潮聯小巴認為影響其生計，因而向官方申請禁制令。
2014年11月24日下午約2時半，的士業團體的代表律師及兩名執達主任到旺角佔領區，在現場超過10個位置、張貼超過20張法庭的臨時禁制令通告與及幾份中文版及放大版的通告。律師代表並向傳媒派發一份中文版的禁制令通告，及律師樓發出的告示，列明要求佔領人士在告示發出的24小時內，清除亞皆老街及登打士街之間彌敦道的物品，否則會視為垃圾或失物，交給政府相關部門處置。而任何阻礙執行禁制令的人士，可能被控藐視法庭，如果被警告後仍不停止，可能被警方逮捕。

## 11月25日至26日——首輪清場：亞皆老街

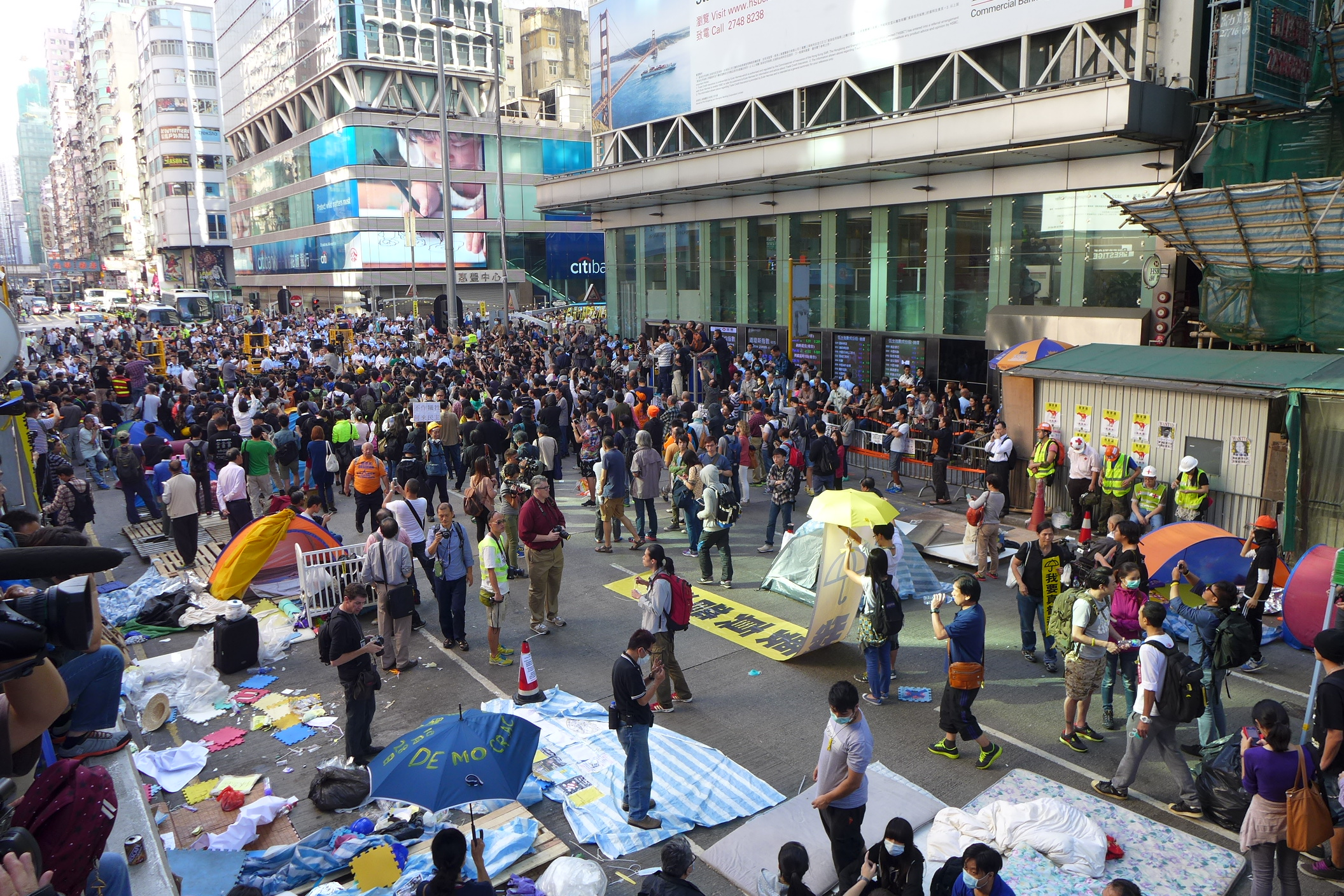
在執達主任執行禁制令，不少示威者及傳媒聚集在亞皆老街

### 執達主任執行禁制令，清除路障
11月25日上午9時許，執達主任到達旺角亞皆老街，宣讀禁制令；同時警方派出3,000警力支援執達主任，包括反黑組探員及專責處理佔領示威的「特別戰術小隊」。上午10時35分，執達主任正式執行禁制令，開始清除亞皆老街障礙物。清理卡板路障後，執達主任向東面推進至近砵蘭街，現場佔領人士開始不滿。港大學生會會長梁麗幗以及立法會議員陳偉業、梁國雄、毛孟靜，質疑禁制令細節，並要求執達主任及潮聯小巴代表律師陳曼琪清楚交代，亞皆老街需要清除的障礙物。

### 遇示威者阻撓，警方介入拘捕多人
下午2時20分，執達主任要求記者退開，並要求佔領者立即讓路、停止擾攘或阻礙清理障礙物，否則會要求警方介入。由於佔領人士仍然留守，下午2時40分，警方「特別戰術小隊」介入清場，開始驅趕示威者，更於下午3時開始採取拘捕行動，包括梁國雄在內，有超過20人被捕。警方隨即全面進駐亞皆老街，並把示威者逼退至砵蘭街，期間一度展示「警察封鎖線，不得越過」黃旗。
亞皆老街在下午3時50分重新通車，但只有中線開放，其餘行車線被警方佔據。隨後警察於下午4時開始，向位處砵蘭街近朗豪坊的示威者及在場採訪的記者步步進逼，把記者趕上行人路，並對示威者展示「停止衝擊，否則使用武力」紅旗，後更向示威者施放胡椒噴霧。
警方以刑事藐視法庭及抗拒或阻礙公職人員罪拘捕18男5女，另有3名警員受傷。

### 警察改用《公安條例》武力清場

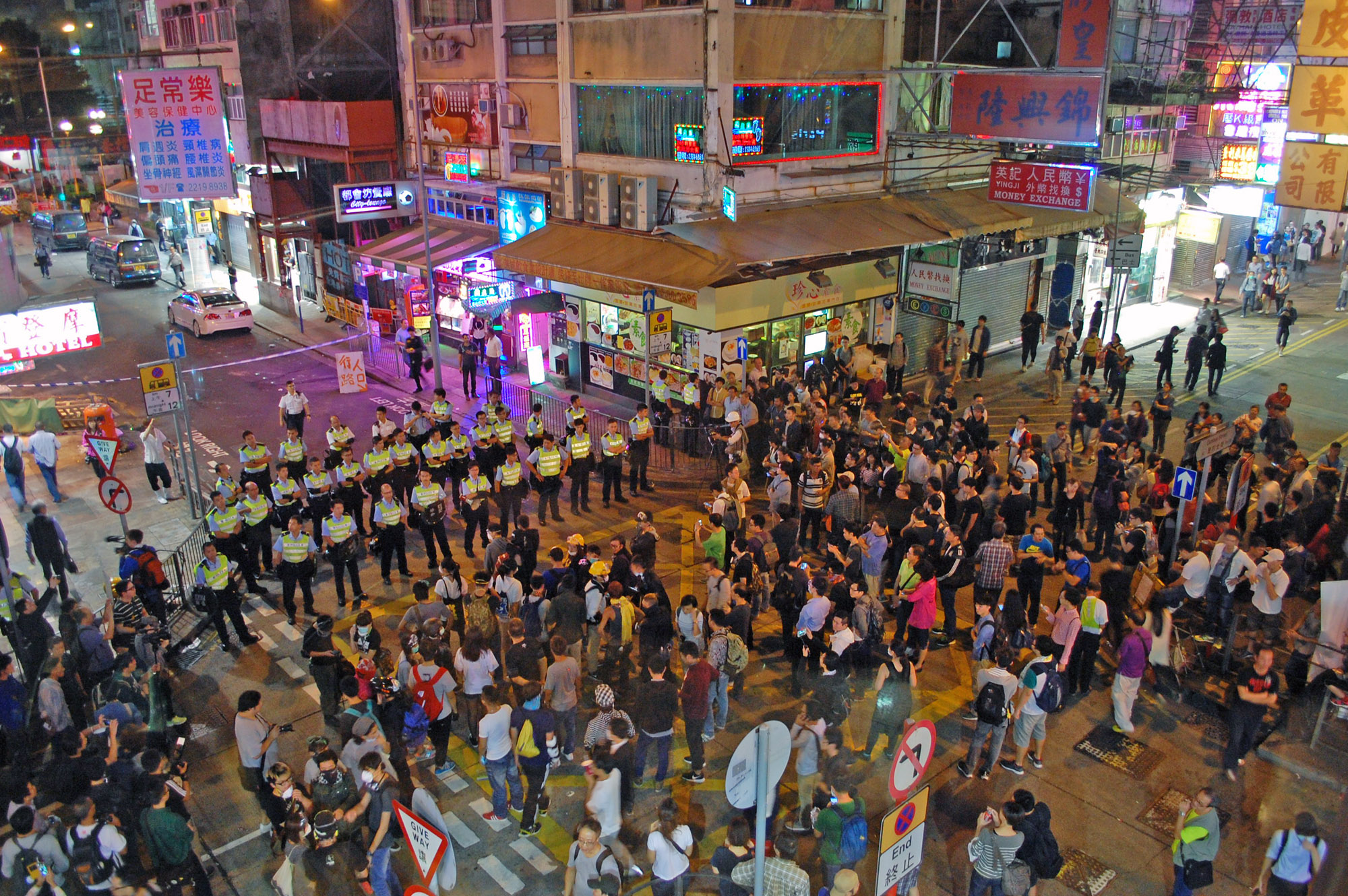
示威者聚集在道路交界

示威者被趕進砵蘭街近朗豪坊後仍然留守，不久後該道路即被逼爆。下午5時許，警察警告示威者可能觸犯「非法集結」，並開始向南面、油麻地方向清場，及再拘捕示威者。

### 防暴警察出動，進駐旺角
防暴警察在下午6時出動，是這次「雨傘運動」期間第2次出動防暴警察。防暴警察向示威者多次施放胡椒噴霧，把示威者驅趕至豉油街。

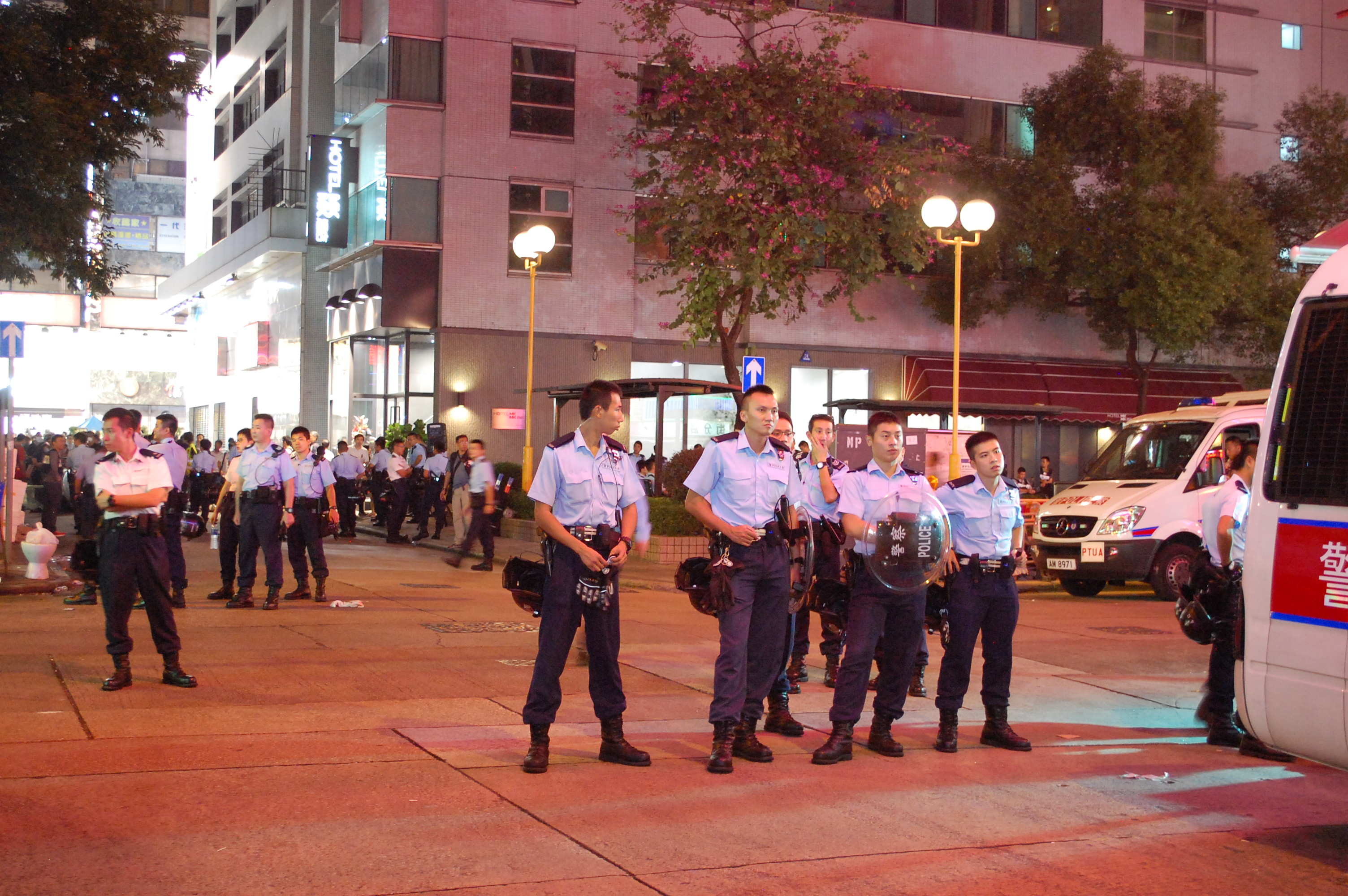
多名手持圓盾的防暴警察在旺角戒備

根據現場觀察及傳媒拍得片段，警方拘捕拒絕離開的示威者時，曾拉扯他們，箍頸及按壓地上，並用索帶反綁。

### 動用新武器，噴灑催淚水劑

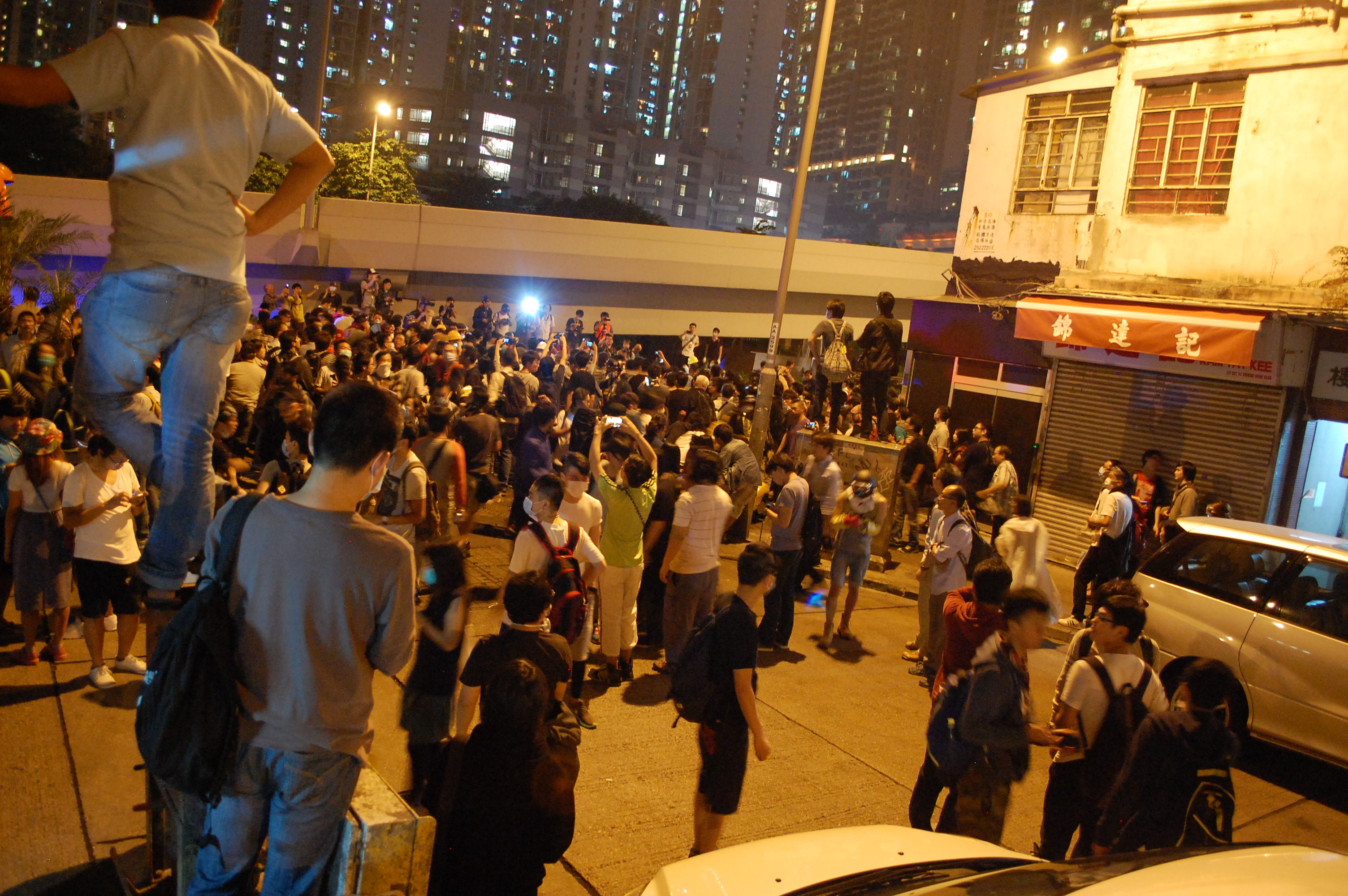
晚上10時許，部份示威者曾衝出渡船街並開始架設路障，但很快被大批手持圓盾的防暴警察驅散

晚上7時15分，警方發出廣播，警告會提升武力，使用新武器「催淚水劑」驅散示威者；然而警方還沒完成廣播，便有「特別戰術小隊」警察戴上防毒面具，站上警方用作廣播的高台，向示威者連環噴灑催淚水劑。

### 示威者退後時被擲漂白水
使用催淚水劑過後，在示威者後退期間，於晚上7時25分，有人從高處向佔領人士投擲漂白水，多名示威者被濺中，包括學聯成員，連在場採訪的記者亦被波及。晚上7時35分，「特別戰術小隊」警察再次噴射催淚水劑，同時大批防暴警察手持圓盾向前推進，示威者被逼退至長沙街交界。當時警方採取驅散行動的位置已經超出禁制令範圍。
晚上8時左右，警方暫停噴水劑，而防暴警察亦停止推進，氣氛稍為緩和，但示威者與防暴警察仍然對峙。此時警方更新拘捕人數為80人，並表示有3名警員受傷。不過在晚上9時許，大量示威者繼續於山東街聚集，警方作出廣播，警告會再噴催淚水劑，前排示威者立即開傘，預防水劑。防暴警察再度向前推進，把示威者張開雨傘的防線撞散，同時把高台推前，「特別戰術小隊」警察亦同步噴催淚水劑，示威者再被逼退。

### Now新聞台工程人員被拘捕
晚上9時許，近彌敦道一段長沙街，有示威者不滿警方未有拘捕現場涉嫌打人的反佔領者而與警方罵戰，其後警察突撲向示威者，拘捕時曾向他們拳打腳踢及揮動警棍。有警員被示威者包圍，亦有警員單膝跪在示威者頸上，或向示威者胸部揮拳。其間，記者被警察以盾牌撞擊頭部阻擋拍攝。
與此同時，now新聞台一名34歲工程人員在旺角山東街採訪期間，一名穿著白色制服的警員上前，將工程人員扯開帶走，警方指他拿著的鋁梯撞到警員。工程人員表露身分，但仍然被大批警員按在地上及粗暴對待。警員指被工程人員的鋁梯碰撞，令警員右腳受傷，工程人員涉嫌襲警被捕。工程人員頭及身體多處受傷，需送院治理及驗傷。到26日下午，警方由醫院將工程人員帶回紅磡警署，他在律師陪同下錄取口供，他現時仍被扣留在警署。
Now新聞台發聲明，表示對警方行動極度憤怒及遺憾，認為拘捕採訪人員，嚴重侵犯新聞自由。記協亦發表緊急聲明，對警方拘捕正在採訪的新聞工作者，表示極度憤怒，並予以強烈譴責。立法會議員涂謹申亦對事件表示遺憾。

### 示威者開新戰線，轉戰渡船街及多條內街
警方於晚上10時許又開展新一輪驅散，再噴灑催淚水劑及胡椒噴霧。部份佔領人士退守彌敦道及油麻地一帶，亦有示威者向西面的內街開拓新戰線，向西面的廣東道、新填地街、上海街、地士道街、甘霖街佔領及靜坐，其後更衝出渡船街和塘尾道並開始架設路障，但很快被大批手持圓盾的防暴警察驅散。
防暴隊凌晨繼續驅散，西洋菜南街近山東街再爆發衝突。警方規定佔領區內居民返家需證明。

### 學聯批評警方武力不合比例，行動或升級
學聯常委梁麗幗批評旺角的情況，是警方預先計劃好的拘捕行動，批評警方使用催淚水劑的不合適武力清場；若警方不停止清場，不排除會將行動升級。

## 11月26日至27日——次輪清場：彌敦道

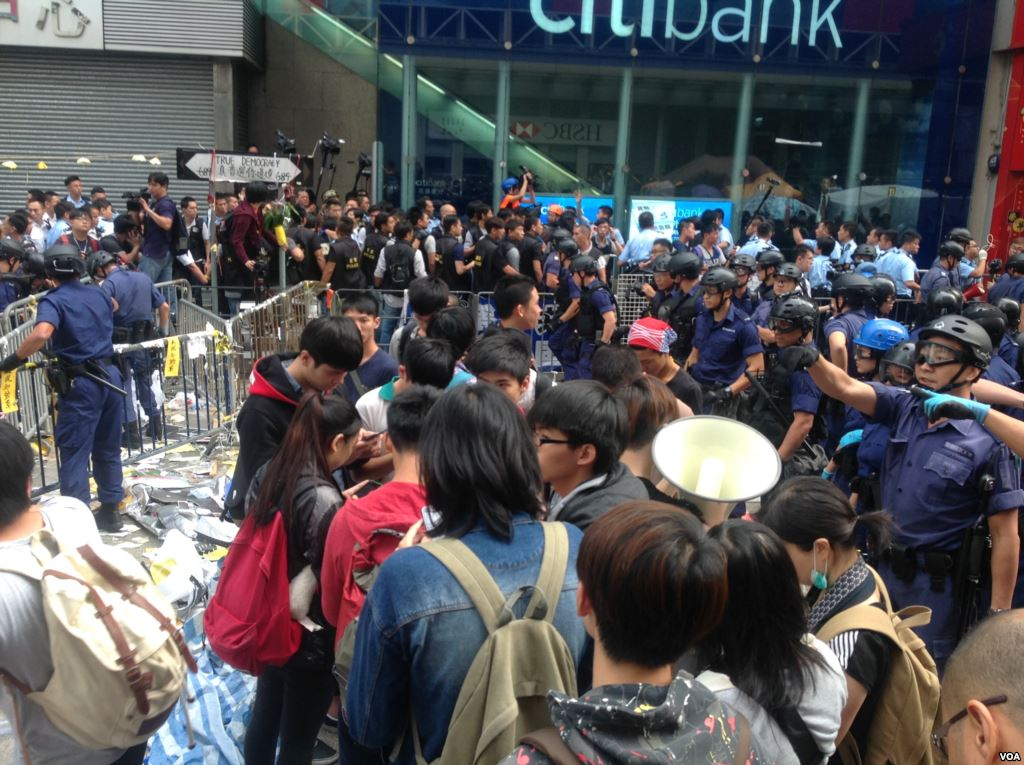
11月26日，黄之锋等学生领袖聚集在彌敦道

### 紅帽人士被質疑身份，與示威者互相指罵

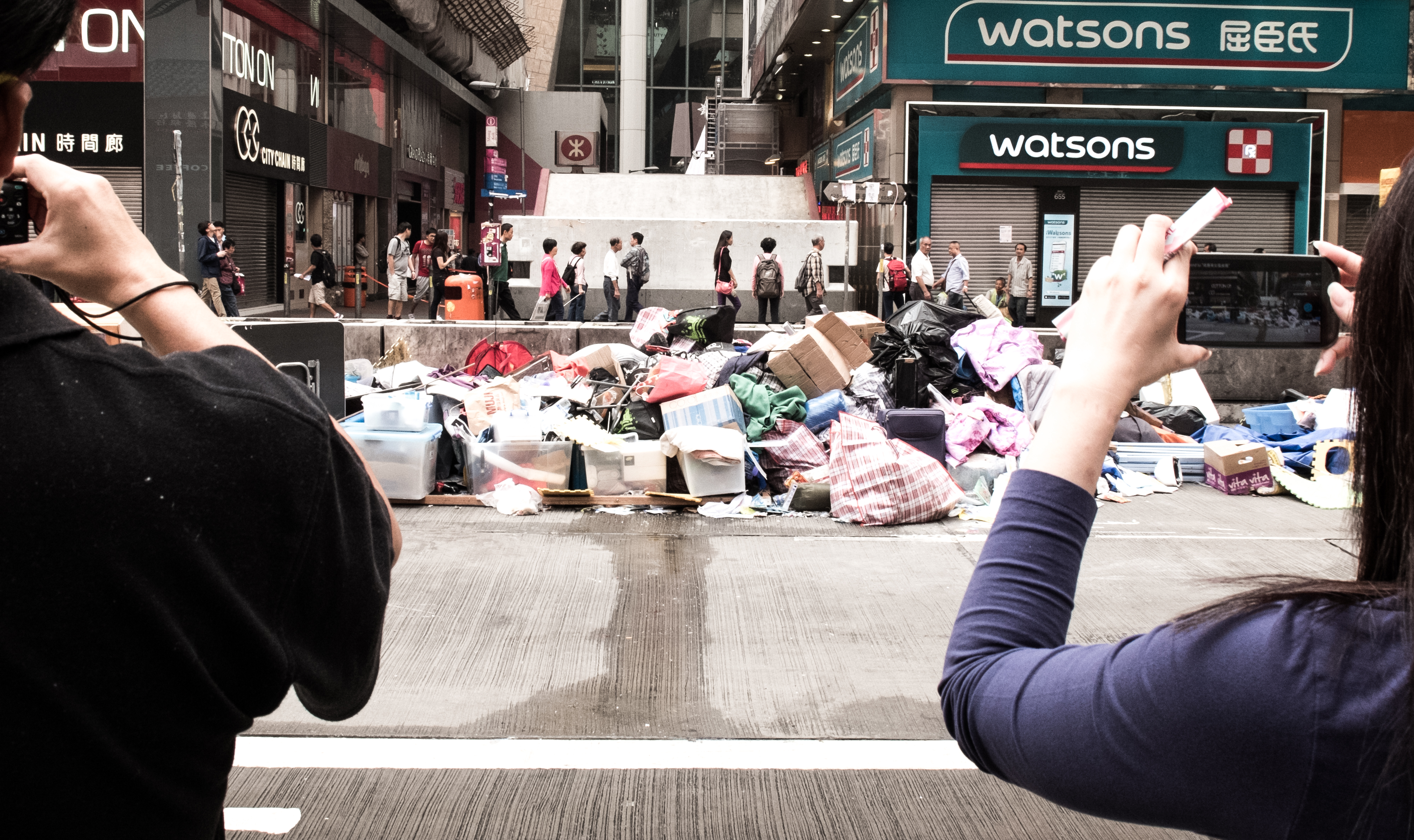
示威者無奈目送彌敦道示威區物資被警充公

早上8時20分，大批警員集結亞皆老街路口。9時許，的士團體代表律師鄺家賢聯同執達主任讀出禁制令內容後宣佈給予半小時，讓留守人士收拾離開。上午9時55分，約200名頭戴紅帽人士的人士使用剪鉗及鋸清走近亞皆老街交界路障，他們佩帶「陸路交通運輸大聯盟」的識別證件，但未獲得法庭批准，亦有成員自稱並非運輸業人士，更有報道指他們收受一天1000元的酬金協助清除路障，因此被佔領人士質疑身份，雙方指罵。

### 紅帽人士指嚇示威者，反遭執達主任喝停
後來有一名紅帽人士當著學民思潮召集人黃之鋒面前，公然冒認為黃之鋒，更有另一名紅帽人士情緒激動，拿鉗指向佔領人士，結果反被執達主任喝停。

### 執達主任叫停清場，警方再次武力介入
由於紅帽人士指嚇佔領人士，執達主任清場開始不消數分鐘便要叫停所有紅帽人士，改由警方再度介入。上午10時許，黃之鋒、岑敖暉、黃浩銘和司徒子朗在路上查問禁制令執行細節時，旋即被捕。黃之鋒一度被警方壓在地上抬走，而岑敖暉則被警察拍擊腦部，4人均涉嫌刑事藐視法庭及阻差辦公，被綁上索帶押走。

### 圍觀市民被摔入行車路，強行拘捕
與此同時，戴紅帽人士及執達主任離開彌敦道，大量身穿深藍色制服的「特別戰術小隊」警員介入並進行清場行動，並把部份在行人路上、隔著防撞欄的圍觀市民強行摔入行車路上拘捕，並驅離範圍內所有記者。

### 警察防線極速推進，關帝廟被摧毀
警察以「人鏈陣」列成3至4排向油麻地方向推進，把彌敦道人群往油麻地方向驅散，另有大批警員清除路障，拆毀帳篷後極速推進至山東街交界，用了2小時完成清場行動。旺角關帝廟也被警方摧毀，當垃圾棄置。
到11時半，警方防線推進至彌敦道近登打士街交界。彌敦道佔領區的路障全被清除，有吊車運走雜物，亦有大量食環署清潔工人將佔領區的裝飾及單張清除。下午1時半，警方亦拆走不屬禁制範圍的山東街及西洋菜南街交界一堆路障。。

### 佔領人士被逼入內街，彌敦道恢復行車
下午3時半，彌敦道已被全面清場，並再次通車，下午5時許巴士亦恢復行駛。連續2日的清場行動導致佔領人士被逼棄守旺角佔領區內所有主幹道，退守內街。通車之後，彌敦道除少數店舖外，馬路兩旁商戶大部份繼續照常營業。
當日傍晚警方稱兩日行動共拘捕148人，當中55人涉嫌刑事藐視法庭及妨礙公職人員執行職務，餘下93人則於11月25日在砵蘭街及旺角多個路段集結而被捕。至晚上再有11人被捕。

### 示威者帶物資到麥花臣遊樂場，卻遭充公
警方對彌敦道佔領區清障後，示威者將包括「關帝廟」、數箱水、牀褥、椅子等物資搬到旺角麥花臣遊樂場一龍門後。唯到下午時份，大量刑事科探員進駐球場，出入人士均需登記身分證。警方指出現場物資不屬於任何人，若示威者企圖搬走，可被控以「偷竊」，結果大批物資被送往食環署垃圾站棄置，並有警員把守防止佔領者取回。

### 旺角物資運金鐘被截查，市民被拘捕
下午，有市民及兩名社民連成員將旺角的物資運送到金鐘海富中心近巴士站的物資站時，遭警員截停，並以「企圖盜竊」拘捕。民陣副召集人楊政賢質疑警方指物資站有違規物品，罪名是莫須有，促警方交代。警方回覆明報查詢時，稱兩人是因藏有工具作非法用途被捕，檢獲一批頭盔、雨傘、膠索帶、自製盾牌、面具、眼罩及口罩等。
大律師陸偉雄指出，警方以懷疑盜竊截停及拘捕市民，必須有刑事事件發生作為基礎，例如收到有人報案指有財物失竊，否則隨便搜查市民物品或因政治原因截停市民，屬於濫權。

### 市民於西洋菜南街與警方對峙
雖然彌敦道全線恢復通車，但是到黃昏時段，又有大量市民聚集於西洋菜南街與山東街交界（即銀行中心對開）的十字路口，警方派員在路中心設「方形陣」，防止人群由山東街衝出彌敦道。警方亦向在場的年輕人查身份證，有市民在巴士站等車亦被警察問為何逗留，行人不滿警方擾民，多次與警察爭論。不少市民不滿被警方堵塞，稱只是來行街。

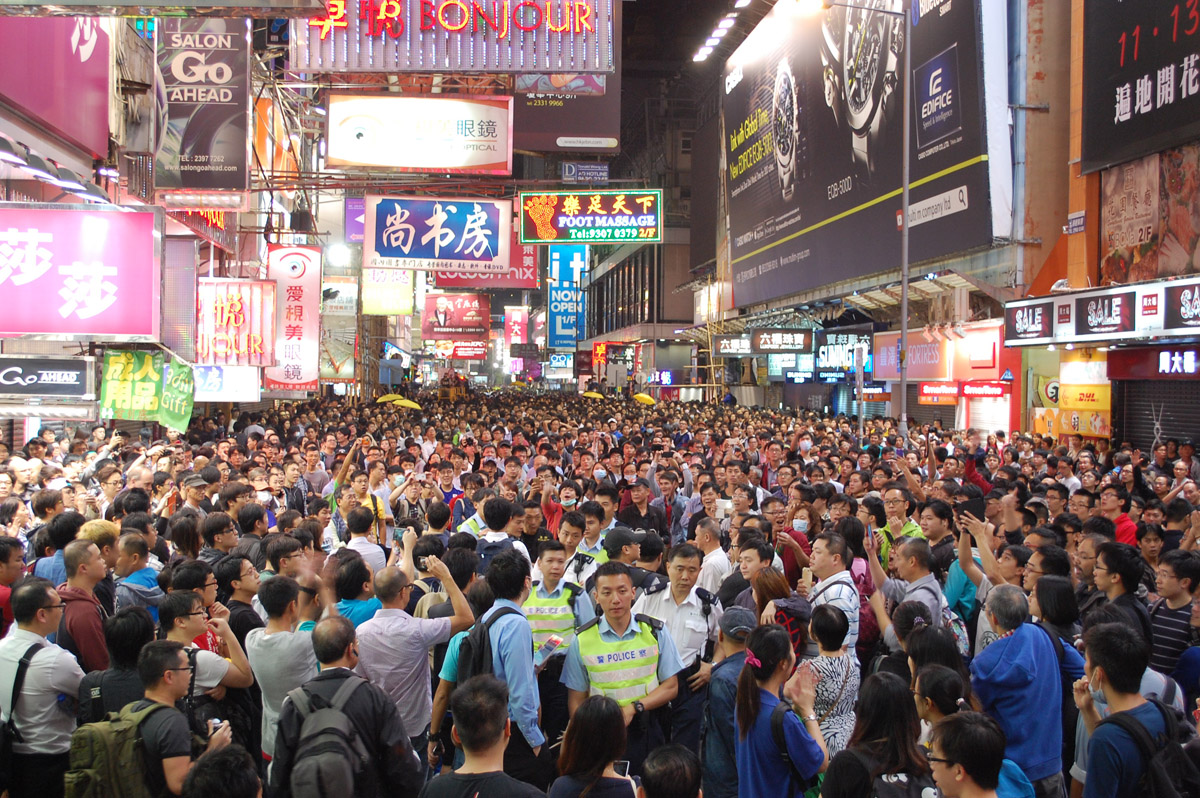
大量市民示威者聚集在西洋菜南街

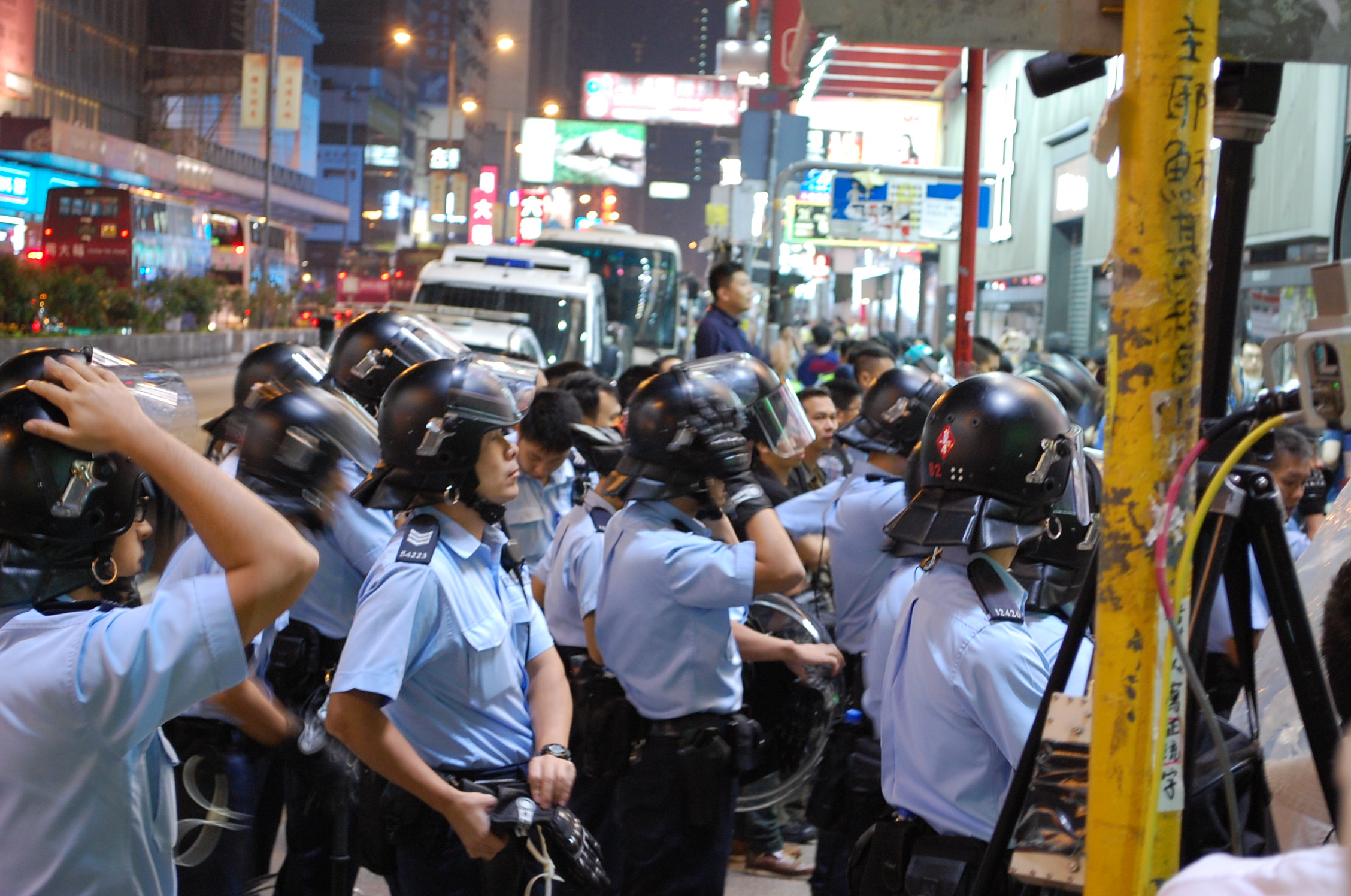
大批警員帶備頭盔到場增援，防止有人衝出彌敦道

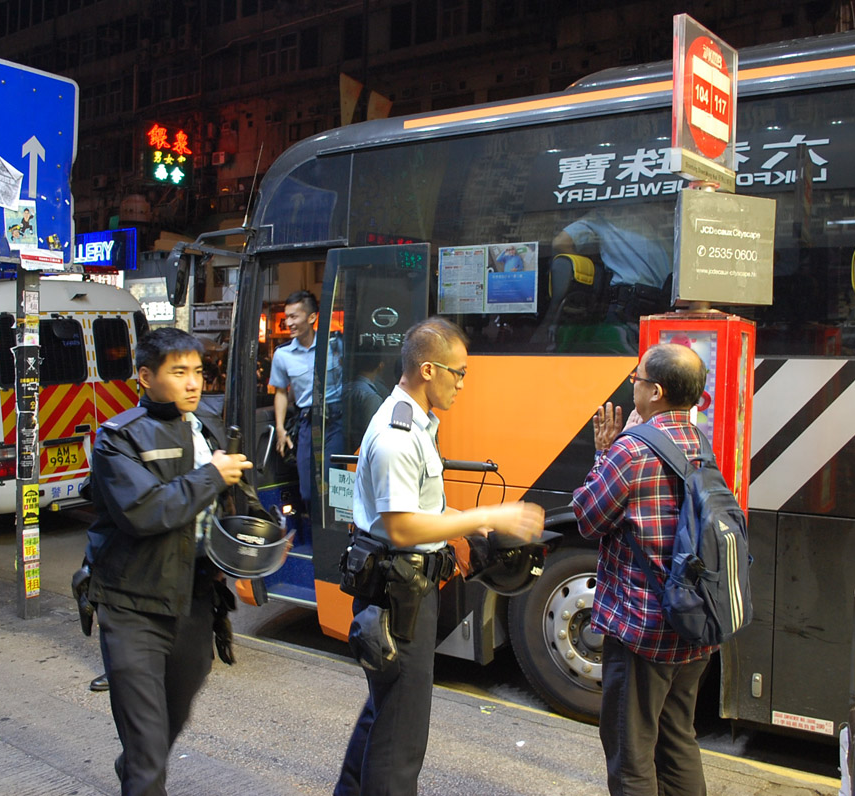
市民在巴士站等車亦被警察問為何逗留

入夜後西洋菜南街和豉油街交界的行人路再次擠滿示威人群，示威者不斷嘗試衝出馬路，並在綠燈過馬路時製造混亂。警方則派出帶有頭盔及盾牌的警員在示威者面前築起人牆阻止，以免馬路被重佔。立法會議員張超雄及監警會成員張達明，亦到旺角了解情況。。
唯晚上7時後，警員築起人牆阻止市民走出馬路。其間有現場執勤的警察態度囂張，不停喝罵路過警方人鏈的途人。其中在旺角站E出口附近，警長鄭志光大聲喝令途人「繼續向前行」，一名年輕男子回應「我行緊喇」，鄭志光厲聲反問他：「唔係驚吓嘩？驚就唔好出街嘞！」男子回說：「嘩！噉講嘢？」隨即被鄭志光用手揑頸推入警方人鏈後，不知所終。有患病市民亦被屈「藏有危險藥物」，亦有警員向在場少數族裔喝斥「返印度」。
部分示威者起哄，警員開始驅趕示威者，其間有一兩人被捕，有示威者衝出西洋菜南街行車線，並在奶路臣街及豉油街不斷游走，大批警員手持盾牌、頭戴頭盔驅散人群。晚上9時許，在西洋菜南街及山東街交界有警察拘捕示威者，市民一度包圍警員約10分鐘。警方出動警犬，亦有警員帶備頭盔到場增援。

### 示威者改變策略，採用「流動佔領」
到晚上10時，西洋菜南街與山東街交界有過千人聚集，警方舉起紅旗，並開咪指聚集者滋擾鄰近民居及商戶，呼籲市民盡快離開旺角，途人起哄起來。對峙期間，有市民大叫「我要去惠康買嘢」、「我要打邊爐」，要求警方開放行人路。市民亦多次齊心高呼「鳩嗚」、「我要真普選」和「黑警放人」。

### 警察採取暴力，揮動警棍毆打一般市民
晚上10時半，戰場轉至彌敦道與亞皆老街交界，有市民高呼「我要過馬路」，近11時，人群從四方八面衝出馬路，警方隨即出動警棍及胡椒噴霧，又阻撓記者採訪，最少兩名市民被噴中，有人被嚇到大哭及疑被擊中受傷流血，場面混亂。《蘋果日報》攝影記者被拘捕。
2014年11月26日晚上，在朱經緯打人案件發生同時，亦有其他警察涉及打人爭議。期中一段DBC的片段，這新聞現場記錄片中看到朱經緯打人過程，及不久在隔離的彌敦道大街發生了另一些罪案。一名年青人遭「警察」毆打至滿身傷痕，而他的隨身物品被倒至地上，不被獲批准即時拾回。最終事主報稱財物遺失，手機疑被人由手機殼中取出偷走，眼鏡破碎了。

## 後續情況

### 示威者再戰尖沙咀，快閃堵塞梳士巴利道
數十名示威者在晚上10時到尖沙咀梳士巴利道一帶，將鐵馬放於馬路中心，阻車行駛，警員迅速趕至搬走鐵馬，交通回復正常。

### 被捕人士提堂，遭禁足旺角
警方在11月25至26日一連兩日到旺角協助執達主任執行禁制令，行動中拘捕近160人。首批於警方清理亞皆老街時被捕的12男5女被告，在11月26日被押上九龍城裁判法院提堂。17人被告年齡介乎19至69歲，被控以涉嫌刑事藐視法庭、阻礙執達主任執行職務、襲警及阻差辦公罪，各人准保釋至2015年1月14日再提訊，其間他們除乘搭公共交通工具外，不得踏足旺角道至登打士街，及花園街至上海街的旺角一帶，有被告認為限制不合理，亦有被告指被捕時遭警察扯爛上衣。
警方再落案起訴25男6女共31名被告，年齡介乎17至65歲，當中包括12名學生、3名議員助理。包括學民思潮召集人黃之鋒、學聯副秘書長岑敖暉，以及社民連立法會議員梁國雄等，被控阻礙執達吏執行公務等罪，11月28日提堂。各人雖獲准保釋候訊，但與日前被起訴的17人一樣，均被禁止踏足指定的旺角範圍，令被禁足旺角的人數達48人。黃之鋒在九龍城裁判法院外稱，被捕時警方將他的頭按在地上，令其頭部及其他地方受傷，其間曾有警員多次襲擊其下體。其後與代表律師韋智達離開法院等候的士時，被兩名約20多歲的男子以雞蛋擲中黃的後腦，餘下一隻擲中韋智達的左手。警方於事發後不足5分鐘在附近停車場拘捕兩名疑犯。案件押後2015年1月14日再訊，待警方進一步調查及索取法律意見。
對於有市民在旺角清除障礙物的行動期間被捕，律政司長袁國強稱，禁制令頒布多時，相信大部分市民都知道。對於有被捕人士表示沒看見執達主任，不知道當時正執行禁制令，他相信市民和法官自有判斷。

### 市民連續多晚「流動佔領」

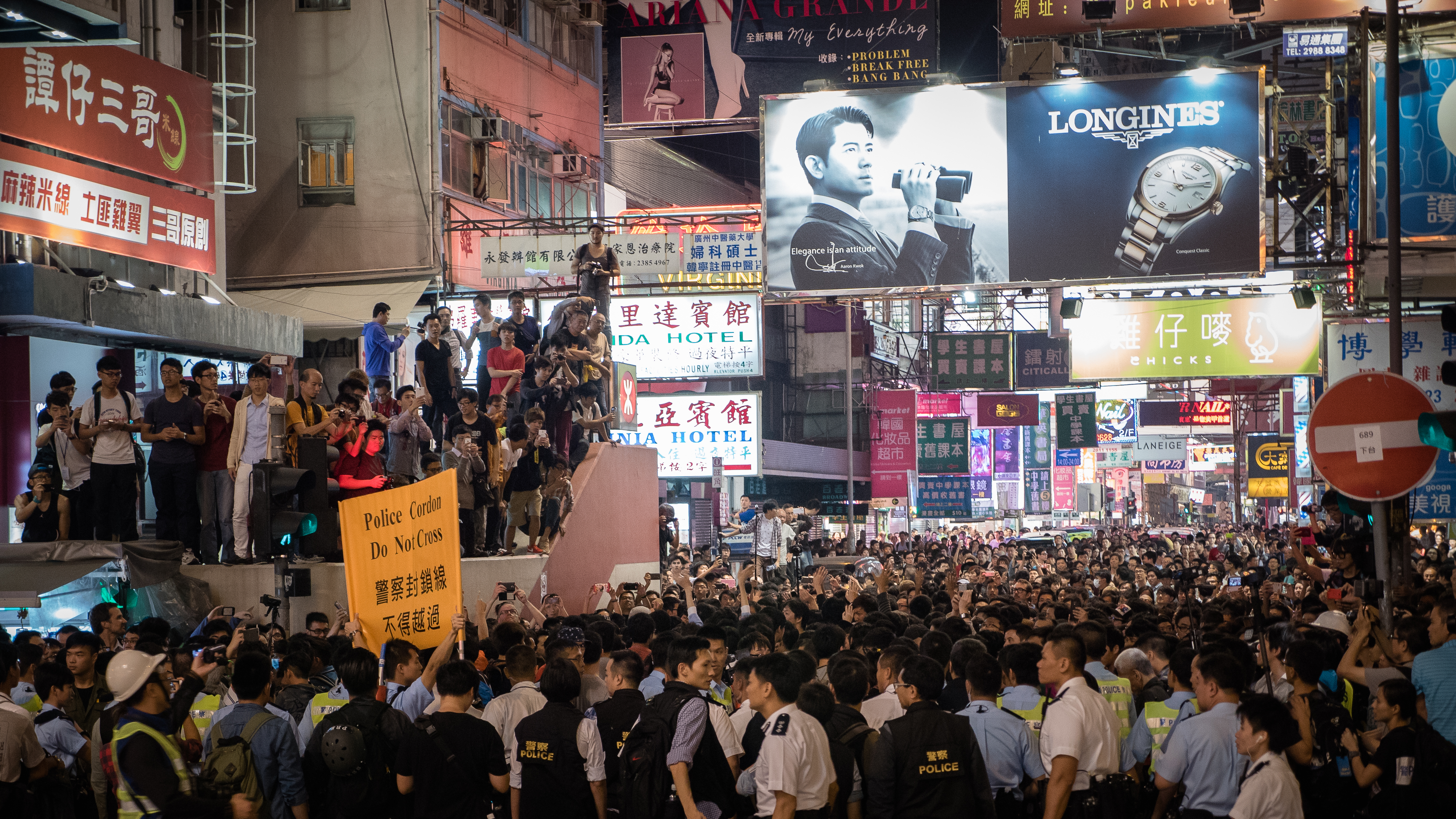
大批警員在馬路兩旁一字排開築起人牆，防止市民衝出亞皆老街

11月28日晚上7時起，西洋菜南街近豉油街一帶開始有大批市民聚集，分別在兩邊行人路高呼「我要真普選」，有人舉起黃傘、拍掌及高叫口號，亦有人稱要來「鳩嗚」（普通話「購物」的粵語諧音）。警方加派3,000至4,000警力戒備，當中有逾400名刑事調查隊員。大批警員在馬路兩旁一字排開築起人牆，有督察大為緊張，對前線警員說「邊個起哄同我影低佢」。警方更多次截查身穿校服及掛黃絲帶青年，其中有青年稱自己剛捐血因而跌下零錢，被警方截查，一度受驚大哭，需由社工安撫。
晚上9時，約200至300人一度由豉油街步行出彌敦道「集體行街」，沿途商店隨即落閘；示威者經過金舖就叫「買金」，又在一個巴士站「等巴士」。他們抵達彌敦道及亞皆老街口後，不斷來回過馬路，警察大為緊張。
晚上10時半後，一批帶口罩的人群開始折返西洋菜南街與亞皆老街交界，衝擊警方防線，並阻止車輛經過，一度左轉出亞皆老街與彌敦道交界，圖衝出彌敦道。警方稱因有「突發事件」，封閉彌敦道與亞皆老街過路處，要求市民在其他地方過馬路。監警會成員黃碧雲及梁繼昌在場觀察。

### 11月29日午夜防暴警察再現，驅散示威者
逾千市民28日晚在旺角展開「鳩嗚」（購物）行動後，到29日午夜12時，群眾與警方在西洋菜南街與亞皆老街交界爆發首輪衝突，警方組成人鏈阻止群眾衝出馬路，但當有汽車離開西洋菜南街後，示威者嘗試衝出馬路，並有人投擲硬物，警方隨即施放胡椒噴霧。半小時後，群眾起哄，有示威者倒數要衝破警方防線，大批藍衣「特別戰術小隊」趕至增援，並突然衝入西洋菜南街，用盾牌及警棍驅散聚集的人群，現場極為混亂，多人隨即被捕。
凌晨1時，群眾走入旺角內街，有人於花園街與山東街交界，多次用垃圾桶及卡板設路障後迅速離去，警方趕到隨即清除路障，並用警棍驅趕。其後市民又出來重設路障，如捉迷藏來回幾次。有人亦不斷過馬路。警員在麥花臣遊樂場外拘捕一名設路障的人，群眾包圍交警，有人擲樽，一名交警面部受傷流血，5分鐘後另一隊軍裝趕到再拘捕三人。凌晨1時40分，有部份人則走出廣華醫院對出的窩打老道設路障，警方趕至將一人按在地上拘捕。其後，逾400名市民凌晨沿着彌敦道由旺角步行走向尖沙咀方向，途經油麻地時多次走出馬路，有人一邊行、一邊以粗口辱罵警員，警方要求他們留在行人路上。凌晨4時，眾人走到尖沙嘴栢麗大道，在樓梯坐下拍照聲稱要購物，之後再經廣東道進入海港城五支旗桿下休息，天光前人群才自行散去。一直監視的大批警員疲於奔命。
警方指其間有人投擲硬物，衝擊警方防線，共拘捕27男1女，年齡由16至52歲，涉嫌非法集結和襲警等，有8名警員受傷，當中兩人因被示威者投擲硬物被擊中受傷。
逾千人在當晚再度聚集西洋菜南街，撐起黃雨傘或手舉標語，他們又到彌敦道一帶，聲稱要到店舖購買。至深夜又在旺角多條街道「打游擊」，多次由西洋菜南街起步走到亞皆老街街口、花園街、彌敦道等，由於聚集人數眾多，大批警員築成人鏈，以防有人衝出馬路。11月30日午夜開始，數百名市民在登打士街出發，沿彌敦道步行前往尖沙咀一帶的街道，沿途高叫我要真普選的口號。到凌晨2時，幾名示威者在油麻地眾坊街附近，將垃圾桶放在路中心，警員隨即上前清理。部份人又走出路面，被警員趕回行人路。示威者人數其後陸續減少，先後經吳松街、彌敦道、金巴利道，再沿漆咸道南往尖東方向。到凌晨近4時，幾十人行至尖沙咀金馬倫道時，被大批警員截停，要求他們除下口罩，逐一檢查身份證及登記資料，又搜查他們攜帶的袋。

### 記協及多間傳媒工會聲援被捕記者而集體報案
記協等多個傳媒工會早上到灣仔警察總部，就now新聞台工程人員以及蘋果日報攝影記者，被捕時懷疑被粗暴對待的事件報案，報案的超過幾十人，包括記者及市民。社會工作者總工會亦有到場聲援。

### 學聯及學民思潮11月30日行動升級
學聯與學民思潮11月30日晚上在金鐘佔領區舉行晚會，學聯常委羅冠聰宣佈將行動升級，包圍政府總部。學聯亦在社交網站表示，由於政府漠視政治訴求，必須以行動回應，所以發起包圍政府總部行動，但強調行動必須冷靜克制。學民思潮發言人黎汶洛早前在大台發言，指是迫於無奈下才決定將行動升級，但必定會堅持非暴力原則，會以集體形式行動，不會主動挑釁警方，亦不會主動破壞公共設施。

## 反應

### 反佔中團體於遮打花園舉行「佔中GO HOME」集會
11月30日下午，「愛港之聲」及「佔中不代表我」兩個團體於中環遮打花園舉行「佔中GO HOME」集會，即場收集市民簽名支持警方執法，現場約有100人參與，傍晚更遊行至灣仔警察總部向警員獻花，並送上支持警方執法感謝卡。

### 梁振英稱佔領行動顯示青年人向上流動方面的工作需要檢討
行政長官梁振英在扶貧委員會會議上表示，過去兩個月的佔領行動突顯過去政府在青年工作，尤其涉及青年人多元需要及向上流動等問題，有需要檢討。他表示新一屆的扶貧委員會將會成立專責小組，就教育、就業及培訓等進行研究。扶貧委員會委員馮檢基批評，政府扭曲了青年爭取的問題，想用扶貧方式解決政治問題，是大錯特錯。。